# Eugenia confusa
Eugenia confusa är en myrtenväxtart som beskrevs av Dc.. Eugenia confusa ingår i släktet Eugenia och familjen myrtenväxter. Inga underarter finns listade i Catalogue of Life.